# Kazuhiko Takeda
Kazuhiko Takeda (竹田一彦, Takeda Kazuhiko) (circa 1950) is een Japanse jazzgitarist.

## Biografie
Kazuhiko Takeda speelde midden jaren 70 met Takashi Furuya en het Yoshiaki Otsuka Trio (Solitude, 1975). Onder eigen naam maakte hij in 1985 het album The Good Life, een plaat met strijkers en, in wisselende bezettingen, Kiyosi Takeshita, Shintaroh Nakamura en de drummers Jimmy Cobb en Joe Jones Jr.. In 2009 kwam hij met het live-album Just in Time, opgenomen met Satoru Ajimine en Kousuke Inoue. In 2012 ontstond in triobezetting (met Tsutomu Okada en Yoshihito Eto) de plaat I Thought About You, gevolgd door Takeda Meets Tana Again (Waon, 2015), een album met Satoru Ajimine, Kosuke Inoue en Akira Tana. In de jazz speelde hij tussen 1975 en 2015 mee op vijf opnamesessies. Hij werkte verder met zangeres Sandi Blair, saxofonist Ro Hasegawa en pianist Kazuo Suzuki, tevens vormde hij een duo met gitarist Yoshitaka Kanno.